# اس‌ام یوبی-۴۹
اس‌ام یوبی-۴۹ (به انگلیسی: SM UB-49) یک زیردریایی بود که طول آن ۵۵٫۳ متر (۱۸۱ فوت ۵ اینچ) بود. این زیردریایی در سال ۱۹۱۷ ساخته شد.